# Cambridge Terrace

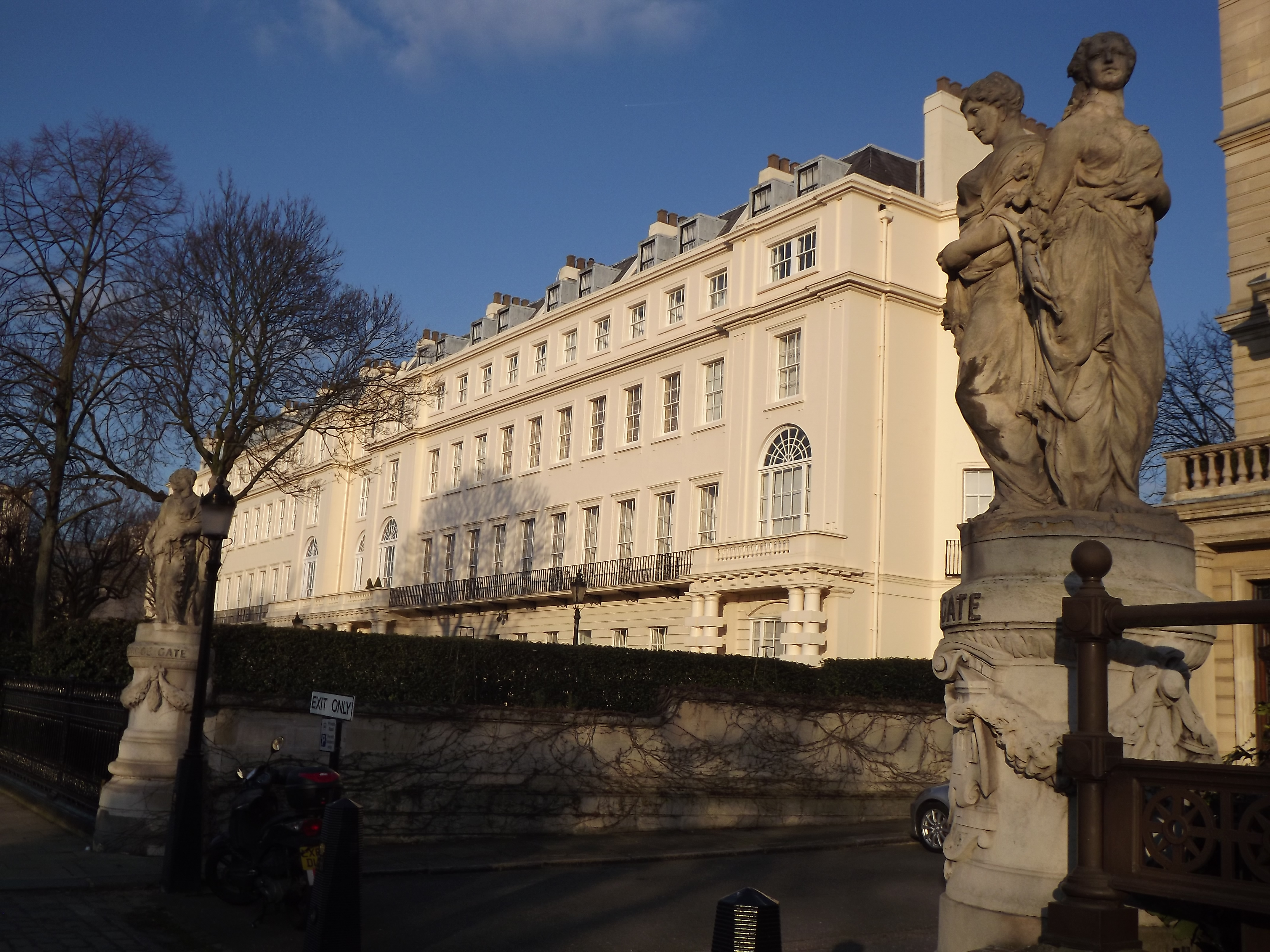
Cambridge Terrace

Cambridge Terrace è una fila di ville a schiera su Regent's Park nel borgo di  Camden a Londra. Gli immobili sono classificati di I grado dal 1974.

## Storia
Venne progettata da John Nash e completata nel 1825. Prende il nome dal principe Adolfo, duca di Cambridge, viceré di Hannover. È più piccola, sotto ogni aspetto, rispetto alla vicina Chester Terrace. Il centro, e le due ali sono contraddistinte da portici di ordine romano o pseudo-dorico, con colonne bugnate. La sovrastruttura, sopra i portici, che sono dell'altezza fino al piano terra, è molto semplice.
Nel 2015 è stato installato un sistema di riscaldamento e raffreddamento a energia rinnovabile che non brucia combustibile in loco.